# Радулович, Неманья
Не́манья Раду́лович (серб. Немања Радуловић; род. 18 октября 1985, Ниш) — сербский скрипач.

## Биография
Начав обучение игре на скрипке в 7 лет (1992-й год), в 1996-м году получил Октябрьскую премию города Белграда, что позволило ему обучаться в Белграде у Деяна Михайловича. В 1999-м году, когда ему исполнилось 14 лет, его семья уехала из Сербии. Сперва в Саарбрюккен, где он учился у Джошуа Эпштейна. Затем семья переехала в Париж. В Парижской высшей национальной консерватории Радулович учился у Патриса Фонтанароза, участвовал в семинарах Иегуди Менухина, стажировался в Академии Штауффера в Кремоне у Сальваторе Аккардо.
Дебютировал в 2006 году в концертном зале Плейель в Париже, заменив Максима Венгерова и исполнив скрипичный концерт Бетховена с Филармоническим оркестром Радио Франции под руководством Чон Мён Хуна
Живёт преимущественно во Франции. Исполняет в основном академический репертуар, хотя и признаётся в интервью в своих симпатиях к рок-музыке и прежде всего к группе Muse.
Руководит камерными ансамблями — Les Trilles du diable (Anne Causse Biragnet, Bertrand Causse, Frédéric Dessus, Guillaume Fontanarosa, Nathanael Malnoury, Nemanja Radulović) - и Double Sens, в составе которого играют французские и сербские музыканты. Также постоянно сотрудничает  с арфисткой Мариэль Нордман и пианистами Домиником Планкадом, Лор Фавр-Кан и Сюзан Манофф.
Сотрудничает с сербским композитором Александаром Седларом,создавшим исполняемую Радуловичем версию 24 каприса Паганини и другие произведения, вошедшие в репертуар музыканта (Spring in Japan, Niska Banja и др.). Также сотрудничал с аргентинским композитором Эстебаном Бенскери. Видит много юмора в музыке Моцарта и Бетховена, Баха и считает, что эти композиторы оставляют исполнителю больше свободы творчества, чем композиторы эпохи романтизма.
В настоящее время играет на скрипке "Жан-Баттист Вийом" 1843 года, однако в 2018-м году на вопрос об инструменте отвечает в интервью, что играет на "безымянной французской скрипке 19 века". В период с 2003 по октябрь 2006 года играл на скрипке Джованни Баттисты Гваданьини 1765 года, которая была ему предоставлена на этот период в качестве премии за первое место в Международном конкурсе им. Иоахима.
С 2011 года является крестным отцом детской музыкальной школы Ecole élémentaire Henri Barbusse
Помимо виртуозной игры, музыкант отличается также запоминающимся личным стилем, который, как говорит Радулович, для него является способом самовыражения и ответом на представление о классическом музыканте как о человеке "во фраке и бабочке", занимающемся "серьезной музыкой". Так как Радулович видит в классической музыке много юмора, он не готов считать ее "серьезной". Говоря о своих знаменитых длинных волосах, которые музыкант носит с 17 лет, он замечает, что для него гораздо больше, чем производимое впечатление, важно то, что они являются своего рода броней, благодаря которой он может чувствовать себя наедине с собой во время исполнений на сцене, где артист наиболее открыт и искренен.

## Призы и награды
- 1995 - Конкурс в Стрезе (Италия) - первая премия[12]
- 1996 - Международный конкурс юных скрипачей имени К. Липинского и Х. Винявского  - специальный приз жюри.
- 1996 - Октябрьская премия города Белграда
- 1997 - "Талант года", Приз сербского министерства образования
- 1997 - Конкурс юных пианистов и скрипачей имени Балиса Дварионаса (Литва) - первая премия
- 1998 - Международный конкурс скрипачей, "Rodolfo Price Lipizer", первая премия
- 1998 - Конкурс имени Иегуди Менухина в Болонь-сюр-Мер - специальный приз жюри.
- 2001 - Международный конкурс скрипачей имени Энеску в Бухаресте, первая премия и две специальные премии жюри
- 2001 - Международный конкурс Антонио Страдивари в Кремоне - второй приз (первая премия не вручалась)
- 2003 - Международный конкурс скрипачей имени Иоахима, Ганновер, первая премия.
- 2005 - «Victoires de la musique», премия в номинации "Зарубежный музыкант - открытие года",
- 2006 - "Rising Star", 2006/2007
- 2013 - Звание почетного доктора факультета искусств Нишского университета.[13]
- 2014 - «Victoires de la musique», премия в номинации "Лучший артист"
- 2015 - ECHO Klassik (Berlin) - Newcomer of the Year (violin)[14]
- 2015 - Elle Style Awards Srbija - "Самый стильный себрский музыкант"[15]
- 2017 - Орден звезды Карагеоргия 2 степени [16]
- 2017 - французский Орден искусств и литературы [17]

## Дискография[18]
- 2006 - "Recital" Bach, Paganini, Ysaye, Miletic (с Eiji Oue, RAI Italian National Orchestra, Laure Favre-Kahn (фортепиано), и ансамблем Trilles du diable) (Transart)
- 2008 - "Mendelssohn" Концерты для скрипки 1 и 2 Пражский камерный оркестр - LIVE (Transart)
- 2009 - Les trilles du diable (Decca)
- 2010 - Beethoven, Сонаты для скрипки и фортепиано №№ 5, 7 и 8,совместно с Susan Manoff, (фортепиано) (Decca)
- 2011 - Les cinq saisons ("Времена года" Вивальди и "Spring in Japan", оригинальная композиция Alexander Sedlar) С камерными ансамблями Double sens и Les Trilles du diable (Decca)
- 2013 - Après un rêve, совместно с Marielle Nordmann (арфа) (Transart)
- 2013 - Paganini Fantasy (с Eiji Oue, RAI Italian National Orchestra, Laure Favre-Kahn (фортепиано) , Les Trilles du diable (Deutsche Grammophon)
- 2014 - Carnets de Voyage (совместно с Double sens - DSO Berlin - Michail Jurovsky, Ksenija Milosevic, Yvan Cassar) (Deutsche Grammophon)
- 2014 - Journey East (английский релиз) (Deutsche Grammophon)
- 2016 - Bach  (Violin Concerto, Double Concerto, Chaconne, Gavotte, Viola Concerto, Toccata & Fugue Variations, (с  Double sens - Tijana Milosevic) (Deutsche Grammophon)
- 2017 - Tchaikovsky: Violin concerto - Rococo Variations (Borusan Istanbul Philharmonic Orchestra - Sascha Götzel - Double Sens) (Deutsche Grammophon)
- 2018 - Baïka - Borusan Istanbul Philharmonic Orchestra - Sascha Götzel - Double Sens - Andreas Ottensamer - Laure Favre Kahn  (Deutsche Grammophon)